# Once in a Lifetime (film 1932)
Once in a Lifetime è un film del 1932 diretto da Russell Mack che si basa sull'omonimo spettacolo teatrale di Moss Hart e George S. Kaufman.

## Produzione
Spettacolo di grande successo, andato in scena a Broadway dal 24 settembre 1930 al 5 settembre 1931 per un totale di oltre quattrocento repliche, Once in a Lifetime era stato prodotto dalla Sam H. Harris Theatrical Enterprises, Inc. che entrò in società con l'Universal Pictures nella produzione del film la cui lavorazione durò dal 22 giugno al 23 luglio 1932, utilizzando per il sonoro il sistema Western Electric Noiseless Recording Sound System. Le riprese furono effettuate negli Universal Studios, al 100 di Universal City Plaza, a Universal City.

## Distribuzione
Il copyright del film, richiesto dalla Universal Pictures Corp., fu registrato il 2 settembre 1932 con il numero LP3231.
Distribuito dall'Universal Pictures, il film uscì nelle sale degli Stati Uniti il 22 settembre 1932.